# Rémy Orban
Joseph Albert Célestin Rémy Orban (Herve, 9 aprile 1880 – 1951) è stato un canottiere belga.
Fratello di Max Orban, ha vinto un argento nel canottaggio alle Olimpiadi intermedie di Atene 1906.
Ha vinto la medaglia d'argento olimpica nel canottaggio alle Olimpiadi 1908 tenutesi a Londra, nella gara di Otto maschile con Oscar Taelman, Marcel Morimont, Georges Mys, François Vergucht, Polydore Veirman, Oscar Dessomville, Rodolphe Poma e Alfred Van Landeghem.